# Comuna Belcești, Iași
Belcești este o comună în județul Iași, Moldova, România, formată din satele Belcești (reședința), Liteni, Munteni, Satu Nou, Tansa și Ulmi.

## Geografie

### Așezare
Comuna este situată în zona central-nordică a județului, în sud-vestul Câmpiei Jijiei, pe malurile râului Bahlui, care formează pe teritoriul comunei lacul de acumulare Tansa. Este străbătută de șoseaua județeană DJ281, care o leagă spre sud-est de Erbiceni și Podu Iloaiei (unde se termină în DN28) și spre nord-vest de Cotnari, Ceplenița, Scobinți (unde se intersectează cu DN28B) și Sirețel. Din acest drum, la Belcești se ramifică șoseaua județeană DJ281B, care duce spre nord la Coarnele Caprei și Plugari. Prin comună trece și calea ferată Podu Iloaiei-Hârlău, pe care este deservită de halta de mișcare Belcești și de halta Podu Ulmi.

### Relieful-aspecte generale
Relieful este dezvoltat pe roci sedimentare, respectiv argile și marne sarmatice cu alternanțe subțiri de nisipuri fine.
Relieful actual al comunei derivă dintr-o veche câmpie marină ce s-a înălțat ușor fiind urmată de retragerea mării sarmatice, vechiul relief fiind înlocuit cu un relief de dealuri și coline mai joase separate de văi largi.
Lunca Bahluiului reprezintă treapta joasă a reliefului comunei.
Altitudinea maximă este de 205 m în Movila Bocancea la hotarul cu comuna Cotnari. Alte valori altitudinale:191 m Dealul Morii, 190 m dealul Movila Ulmi,188 m Dealul Buhna, 182 m Dealul Hodora, 178 m Dealul Movila Dornei, 150 m Dealul Bahluiului (Dealul Rușilor sau "Dealul Plângerii"), pe acest din urmă deal s-a ridicat o cruce din marmură în memoria belceștenilor căzuți pe câmpurile de luptă.

### Clima și hidrografia
Clima caracteristică comunei Belcești se încadrează în tipul de climă temperat-continentală de nuanță excesivă, specifică Podișului Moldovei.
Hidrografic teritoriul comunei este cuprins în sectorul mijlociu al râului Bahlui,pe teritoriul comunei Bahluiul are o lungime de 15,3 km.
Afluenții pe care Bahluiul îi primește în sectorul Belcești sunt Gurguiata, Izmana (Pârâul lui Tomiță; ale cărui ape colectează apele uzate de la canalizarea blocurilor, dispensar și S.M.A.), Coada Râpei (La Dracea sau Râpa Bârladenilor), Putina (pârâul Liteni), Bosia, Valea Morii. În sud sunt pâraie care se varsă în Bahluieț: Filiași, Bejeneasa, Valea Turcului.
Iazurile de pe Gurguiata pe teritoriul comunei sunt: Savia I, Savia II (Bodaia), Cicadaia, Plopi, Huc. În aceste iazuri se varsă pâraiele: Geana, Dajdia, Bruma, Buhna (Pârâul lui Ciubotă).
În scopul protejării comunei de inundații s-a construit pe Bahlui între anii 1971-1976 lacul de acumulare Tansa-Belcești cu o suprafață de 360 ha, adâncime 6–7 m.

### Vegetația și fauna
În trecut o pondere însemnată avea pădurea și desișurile de arbuști. Numele vechilor sate Plopi(azi dispărut) și Ulmi sugerează că în trecut existau aici păduri de plopi și ulmi. Pentru combaterea eroziunii și a alunecărilor de teren s-au efectuat plantații forestiere (Valea Morii, Satu Nou).
În 1958 pe locul unde este azi pădurea Valea Morii vegetația spontană a fost defrișată și s-au efectuat plantații cu salcâmi, plopi, frasini, nuci, cireși, meri, pini, molizi.
Fauna actuală a pădurii este formată din iepuri, căprioare, nevăstuici, șoareci, ciocănitori, fazani. Până în 1958 trăiau în zonă și lupi. În 1970 au fost aduși în pădurea Valea Morii porci mistreți și căprioare.

## Toponimia
Numele comunei Belcești din județul Iași apare prima dată în anul 1579 într-un document redactat în timpul domniei lui Petru Șchiopul.
Denumirea Belcești provine din cuvintele slave belci sau belâi ce înseamnă alb.
Posibil ca denumirea localității să provină de la un întemeietor cu numele Belceanu sau Belcescu. Existența în satul Ruși a numelui de familie Belceanu constituie un argument în sprijinul acestei afirmații.
Numele satului Ruși este tot de origine slavă. De altfel, în satul Ruși există multe nume de familie de origine slavă.
Cel mai vechi sat al comunei este Ulmi apare în documente prima dată în 1437 sub numele de Bereșteni nume de origine slavă care tradus înseamnă Ulmi. Nu sunt dovezi care să ateste construcția bisericii în timpul lui Ștefan cel Mare.

## Demografie
Componența etnică a comunei Belcești
     Români (91,76%)
     Alte etnii (8,24%)
Componența confesională a comunei Belcești
     Ortodocși (90,1%)
     Romano-catolici (1,25%)
     Alte religii (0,59%)
     Necunoscută (8,06%)
Conform recensământului efectuat în 2021, populația comunei Belcești se ridică la 10.231 de locuitori, în scădere față de recensământul anterior din 2011, când fuseseră înregistrați 10.555 de locuitori. Majoritatea locuitorilor sunt români (91,76%). Din punct de vedere confesional, majoritatea locuitorilor sunt ortodocși (90,1%), cu o minoritate de romano-catolici (1,25%), iar pentru 8,06% nu se cunoaște apartenența confesională.

## Politică și administrație
Comuna Belcești este administrată de un primar și un consiliu local compus din 17 consilieri. Primarul, Dumitru Tanasă[*], de la Partidul Social Democrat, este în funcție din octombrie 2020. Începând cu alegerile locale din 2024, consiliul local are următoarea componență pe partide politice:
|  | Partid                          | Consilieri | Componența Consiliului | Componența Consiliului | Componența Consiliului | Componența Consiliului | Componența Consiliului | Componența Consiliului | Componența Consiliului | Componența Consiliului | Componența Consiliului | Componența Consiliului | Componența Consiliului |
|  | ------------------------------- | ---------- | ---------------------- | ---------------------- | ---------------------- | ---------------------- | ---------------------- | ---------------------- | ---------------------- | ---------------------- | ---------------------- | ---------------------- | ---------------------- |
|  | Partidul Social Democrat        | 11         |                        |                        |                        |                        |                        |                        |                        |                        |                        |                        |                        |
|  | Partidul Național Liberal       | 4          |                        |                        |                        |                        |                        |                        |                        |                        |                        |                        |                        |
|  | Alianța pentru Unirea Românilor | 1          |                        |                        |                        |                        |                        |                        |                        |                        |                        |                        |                        |
|  | Uniunea Salvați România         | 1          |                        |                        |                        |                        |                        |                        |                        |                        |                        |                        |                        |

## Istorie
La sfârșitul secolului al XIX-lea, comuna făcea parte din plasa Bahlui a județului Iași și era formată din satele Belcești, Ulmii Noi, Ulmii Vechi, Polieni, Liteni, Arama-Protopopu, Coarnele Caprei, Focurile și Munteni, având în total 5137 de locuitori. În comună funcționau cinci mori de apă și una de aburi, patru școli cu 231 de elevi (dintre care 34 fete) și cinci biserici. Anuarul Socec din 1925 o consemnează în plasa Cârligătura a aceluiași județ și cu o populație de 5516 locuitori în satele Belcești, Munteni, Polieni, Satu Nou și Ulmi-Liteni (după ce satele Coarnele Caprei și Arama se separaseră pentru a forma comuna Coarnele Caprei).
În 1950, comuna a fost transferată raionului Hârlău din regiunea Iași. În 1968, ea a revenit la județul Iași, reînființat, satele Ulmi-Liteni și Ulmi-Polieni luând atunci denumirile de Liteni și, respectiv, Ulmi.

## Monumente istorice
Opt obiective din comuna Belcești sunt incluse în lista monumentelor istorice din județul Iași ca monumente de interes local. Unul este clasificat ca monument de arhitectură, și anume biserica „Sfântul Nicolae” din Satul Nou. Celelalte sunt situri arheologice, cu diverse vestigii, situri distribuite astfel: patru în zona satului Belcești (Dealul Rușilor, La Sărături, Coasta Hucului și Dealul Hucului la Sondă), unul la Ulmi (pe malul lacului Tansa, „la Curte”), unul la Liteni („pe Curte”), și unul la Munteni („la Știubeiul cu Apă Pucioasă” sau „la Seliște”).

## Resursele naturale și economia
Resursele agricole sunt cele mai importante și ocupația de bază a locuitorilor este agricultura.
Producțiile la hectar obținute la cereale nu sunt corespunzătoare condițiilor oferite de cadrul natural. Se cultivă grâul și porumbul dintre cereale, floarea-soarelui și sfecla de zahăr dintre plante tehnice; pe văile pâraielor se cultivă legume, iar în zona colinară apar livezi sau plantații de viță de vie.
Se cresc bovine, porcine, ovine, cabaline, albine. Crescători de ovine sunt mai ales locuitorii satului Munteni tot aici sunt și câțiva crescători de albine.
Pescuitul se practică pe lacurile de pe Gurguiata.
Legătura cu localitățile județului se realizează prin calea ferată Iași-Podu Iloaiei-Hârlău, drumul județean 281. 
Comuna este conectată la televiziunea prin cablu și la internet.

## Viața religioasă
Deși cea mai veche biserică existentă azi în comună datează din anul 1810 pe aceste meleaguri, creștinismul a pătruns înainte de 1100-1200. Astfel s-a descoperit pe dealul Huc o cruce relicvar datată ca aparținând sec. XI-XII.
Și înainte de 1810 au existat pe aceste locuri lăcașe de cult mai ales că satele de aici erau închinate unor mănăstiri.
Biserica din satul ULMI este cea mai veche din comună are hramul Sf. Ecaterina și a fost construită între anii 1810-1815, fiind sfințită de mitropolitul Veniamin Costache.
Biserica din Belcești-Centru (CIORĂNI) a fost construită între anii 1860-1862 și are hramul Sf. Arhangheli Mihail și Gavril. De altfel lângă actuala biserică a existat o biserică din lemn încă din anul 1774.
În Satu Nou temelia bisericii a fost pusă în 1933 cu aprobarea ministrului cultelor de atunci Victor Iamandi. Biserica are hramul Sf. Nicolae.
În satul Tansa biserica a fost construită între anii 1926-1931 și are hramul Adormirea Maicii Domnului.
În satul Liteni biserica a fost construită între anii 1920-1929 și are hramul Sf. Împărați Constantin și Elena.
În Munteni temelia bisericii a fost pusă în anul 1933 prin contribuția lui Victor Iamandi ce a copilărit în acest sat după ce tatăl său s-a mutat de la Hodora la Munteni.
În prezent din inițiativa presbiterilor Mihai Zaharia și Vasile Florariu se află în construcție două lăcașe de cult creștin-ortodoxe la Belcești-Centru(Văleni) și Ruși, lăcașe ce au nevoie de sprijin financiar pentru a fi finalizate.
În Satu Nou trăiește și minoritatea romano-catolică. Câteva familii de catolici din zona Mărgineni-Bacău au venit și s-au așezat pe la anul 1900 pe aceste locuri. E posibil ca ei să fie la origine ceangăi. Biserica catolică are hramul Sf. Tereza a Pruncului Iisus. Catolicii din Satu Nou aparțin de parohia Cotnari.
Sunt și câteva familii de creștin-ortodocși ce țin stilul vechi, ei aparțin de biserica pe stil vechi din Balș-jud. Iași.
În Munteni la recensământul din 2002 31 de persoane s-au declarat penticostali.

## Instituțiile educaționale
Tradiția locală afirmă ca prima școală pe raza comunei Becești a funcționat în satul Ulmi între anii 1800-1820. Ceea ce este sigur că în anul 1863 a luat ființă o școală de băieți în satul Belcești cu un număr de 25 de elevi la o populație de 360 familii în 1885 luând ființă și o școală de fete.
Între anii 1902-1948 a existat o școală de agricultură ce a funcționat pe moșia Polieni și care avea cursuri gimnaziale, liceale și de ucenici.
Astăzi pe teritoriul comunei există școli în toate satele componente, menționăm școala din Munteni înființată în 1903 de Ioan Iamandi tatăl lui Victor Iamandi; după anul 1920 s-au înființat școli în toate satele din comună.
Începând cu anul școlar 2002-2003 funcționează în Belcești (satul Văleni) Liceul Tehnologic „Victor Mihăilescu Craiu” ce are cursuri primare, gimnaziale, liceale. În perioada 2003-2004 cu finanțare europeană s-a construit lângă școală o modernă sală de sport.

## Personalitățile locului
- Victor Iamandi (1891-1940), om politic;
- Victor Mihăilescu-Craiu (1908-1981), pictor.